# 울산광역시청 사이클팀
울산광역시청 사이클팀은 대한민국 울산광역시를 연고로 하는 사이클단이다. 2006년월에 창간되었다.